# السنع (مذيخرة)

تعديل مصدري - تعديل

السنع هي إحدى قرى عزلة حمير بمديرية مذيخرة التابعة لمحافظة إب، بلغ تعداد سكانها 156 نسمة حسب تعداد اليمن لعام 2004.